# Edvin Stenfors
Carl Edvin Stenfors, född den 22 juli 1884 i Karlskrona, död den 8 februari 1935 i Djursholm, var en svensk arkitekt.
Han är främst känd som länsarkitekt och initiativtagare till Stockholm med omnejds första regionplaneprocess, där han bland annat agerade som landshövding Nils Edéns högra hand. Edvin Stenfors var även en frän publik debattör, vars multiverksamhet och vurm för stora infrastrukturprojekt medförde personliga konflikter med markägare, myndigheter, politiker, företag och tjänstemän. Ibland anses Edvin Stenfors vara en av grundarna till Solna stad, eftersom han genomförde den grundläggande planeringen av regional infrastruktur i området. Stenfors infrastrukturprojekt var en katalysator vid regeringens byggnadsminnesförklaring av Hagaparken.

## Yrkesgärning
Stenfors var mellan 1915 och 1919 arkitekt vid Örebro stadsarkitektkontor och mellan 1919 och 1932 länsarkitekt för Stockholms län utom Överståthållareämbetet. 1927 startade han regionplanearbetet för Stockholm med omnejd och mellan 1930 och 1933 var han medlem av regionplanedirektionen för Stockholm med omnejd. 1934 var han byggnadskonsulent för Huvudsta och Stora Alby.
Stenfors deltog i lagstiftningsprocessen som biträde åt byggnadsrådet Fredrik Liljekvist och lade många alternativförslag till nya jorddelnings- och byggnadslagar. Få förslag av Stenfors blev lagstiftade då Stenfors tolkningar av lagstiftningen vanligen inte sammanföll med domstolarnas tolkningar, liksom medförde omfattande korrektioner av förarbeten. Stenfors yttrade sig även flitigt i Lantmäteriutredningen 1929. Stenfors influerades på ett tidigt stadium av Le Corbusiers stadsplanekonst, kanske främst för att den inte ställde särskilt stora krav på stadsplaneraren och dessutom likt rutnätsplaner var enkel att kombinera med framtida infrastrukturförslag, åtminstone ifall tillräckligt mycket mark reserverades för sådana. Stenfors variant av Le Corbusiers stadsplaneideal hade en kort tid av popularitet inom öststatsblocket på 1950-talet och kallas inom tysk arkitektur för "Stalinallee".
Edvin Stenfors var politiskt engagerad och framförde kritik mot byggnadsstadgan från 1874, kyrkans och idrottens roll i samhället. Utöver kritik i skrift kunde kritiken kristalliseras genom en förkärlek för att planmässigt klippa ned byggnader uppförda med stöd av byggnadsstadgan 1874, särskilt ifall de var byggda i nationalromantisk eller liknande stil, liksom synbarligen onödiga styckningar av idrotts- och kyrkomark, särskilt där kyrkomarken var trekantigt formad, eller där sådana områden eventuellt kunde anses ligga i vägen för föreslagen framtida infrastruktur.
Edvin Stenfors kallades i den dåtida arkitektur- och markägarmedia för oerfaren och okunnig, hans planförslag som otidsenliga, osunda och ansvarslösa i förhållande till tidigare stadsplaneläggning liksom att förslaget var i stort behov av att ”sättas fason på”. I tidskriften Arkitektur ansågs hans plan för Huvudsta kritiserad av en samlad arkitektkår och i underlagen för artikeln jämfördes Stenfors stadsplaneringskonst med en primitiv vildes och det skrevs att Stenfors representerade en efterbliven uppfattning i stadsplanering. I skattebetalarnas tidskrift anklagades Stenfors för att kräva mutor och för att allvarligt försena styckningar och stadsplaneläggning. Stenfors anklagades formellt av lantmäterimyndigheterna och skattebetalarnas förening för att utkräva mutor, oskäliga avgifter och för att underkänna samtliga planer där han själv inte uppbar konsultarvode. Stenfors anklagades även av markägare för ohederlig rådgivning avseende styckningsplaner, vilket medförde enorma kostnader när planerna behövde korrigeras utan att någon reell anledning förelåg.
Edvin Stenfors anmälde även ett flertal politiker, markägare och tjänstemän för saker som smädelse och olovlig inspektion, bland annat Torsten Nothin m.fl., efter att de inspekterat Stenfors verksamhet på länsstyrelsen. I anmälan av inspektionsrapporten uppgav Stenfors att denne ansåg sig berättigad till en ”elementär mänsklig behandling”, något som Stenfors inte gav någon annan liksom att rapportens innehåll utgjorde en ”smädelse” av Edvin Stenfors som person. Edvin Stenfors medgav i talan inför Kungl. Byggnadsstyrelsen 1929 att de flesta av tilltalen var korrekta, men att Stenfors ansåg sig har rätt att göra så på grund av medeltilldelningen till Länsarkitekten. Stenfors anmälde även stadsbyggnadskontorschef Albert Lilienberg för försnillande av karta 1929 och uppgav inför landshövdingen att detta var anledningen till avstyrkande av stadsplaneförslaget liksom Stenfors hade för avsikt att inte tillstyrka fastställelse tills kartorna återställts samt anmäla förhållandet till Kungl. Maj:t. Planprocessen hade vid den tidpunkten försenats i närmare sju år av Stenfors.
Edvin Stenfors kritiserades ojämförligt svårt för sina stadsplaner och sin myndighetsutövning på fyra stolar, där Stenfors vid samma tidpunkt var landshövding Nils Edéns representant i den förhållandevis mäktiga regionplanedirektionen, samtidigt som han  var länsarkitekt för Stockholms län, utom Överståthållarämbetet på Länsstyrelsen, vid samma tidpunkt som denne iklädde sig rollen som arkitektkonsult för samhällen ingående i Stockholms län och regionplaneområde (motsvarande stadsarkitekt) samtidigt som Stenfors även uppbar konsultersättning från markägare i exempelvis Duvbo, Råsunda och Huvudsta. Stenfors stadsplaneringsmetoder underkändes av de flesta domstolar inkl. den högsta domstolen. Edvin Stenfors fungerade mellan 1929 och 1934 som handledare och överordnad för Uno Åhrén inom ramarna för Stockholmsförorternas regionplaneförbund.
1930 ansåg regeringen att det var nödvändigt att tillkalla sakkunniga för att utreda stadsplanesituationen och för att utföra utredningen tillsattes en grupp med stor övervikt av personer som kritiserats av Edvin Stenfors. Utredningen hade till uppgift att förbättra stadsplanesituationen och kom att fokusera på Edvin Stenfors och dennes förehavanden som stadsplanerare och länsarkitekt. Utredningen resulterade i SOU 1933:26, betänkande angående "förbättrad utbildning i stadsplanekonst jämte vad därmed äger sammanhang" och föreslog bland annat att arkitektutbildningen skulle förlängas med ett halvår med ämnen som grundläggande rättslära (gymnasiejuridik), elementär geodesi (högstadiematematik), grundläggande hygien och kommunikationsteknik beroende på Edvin Stenfors haverier i nämnda ämnen.
Stenfors avled 1935 efter en hastigt uppkommen åkomma. Stenfors gravsattes på Danderyds kyrkogård. Efter Stenfors död uttrycktes stor besvikelse av den störste markägaren inom Huvudsta, M. G. F. Wibom i att denne inte fick sin förortsbana där han ville ha den medan andra skrifter bl.a. Råsundaboken uttryckte att kostnaderna för planerna av samhället och bolaget halverats. Länsstyrelsens efterhandsbedömning av Edvin Stenfors verksamhet inom Länsstyrelsens ramar var att denne engagerat sig väl för en bättre planering inom länet, att dennes styrka främst låg inom det administrativa och formella området, liksom att denne främst ägnat sig åt tjänstearbete och inte särskilt mycket åt umgänge med länsstyrelsens övriga anställda, något som ansågs bero på att Stenfors var sträv i sättet, vilket medförde kontaktsvårigheter. I efterhand har i princip all dokumentation relaterad till Edvin Stenfors gallrats ur arkiven; Edvin Stenfors vana att göra sina egna funderingar till myndighetens yttrande har dock gjort att många handlingar ännu består.
Arkitekt Stenfors ignorans av lagstiftning, äganderätt, naturvetenskap, vatten-, väg- och järnvägsteknik samt lantmäteriets mätmetoder skapade ett mycket stort antal problem i Stockholms län. Solna stad anses ha skapats för att hantera en del av dessa problem då Solna stads geografiska område ungefär sammanfaller med ett geografiskt område som arkitekt Stenfors ägnade särskilt intresse åt. I Solna stad var intresset för att följa arkitekt Stenfors planer iskallt. I området Huvudsta byggdes i princip inget efter Stenfors plan. I området Hagalund hade Stenfors företrätt länsstyrelsen vid tvångsinkorporeringen av delar Stora Frösunda gods och Stenfors övriga (olagliga) förehavanden gjorde att byggherrarna byggde efter äldre planer eller efter egna planer istället för Stenfors planer. I området Råsunda rådde det delade meningar om ifall Stenfors plan någonsin blivit laga gällande eller ifall planen tillintetgjorts genom brytande av de många förbehåll som skrivits in i regeringens beslut om Stenfors plan varför fastighetsbildning och byggnation i Råsunda styrdes med ett flertal avtalsinstrument och äldre detaljplaner istället för Stenfors plan.
Eftersom arkitekt Stenfors mest var en förvaltningsarkitekt deltog arkitekten inte i uppförandet av särskilt många byggnader. I Råsunda stenstad finns en av de få flerfamiljsbyggnader som ritats av arkitekt Stenfors. Byggnaden uppfördes efter stenstadens äldre stadsplan och ett planförslag av Albert Lilienberg som aldrig vann laga kraft. Stenfors hade vid uppförandet Råsunda Förstadsaktiebolags stöd i ett försök att få länsarkitekten Stenfors mer välvilligt inställd till bolagets planförslag. 